# Sut saneha
Sut saneha (in thailandese สุดเสน่หา) è un film del 2002 diretto da Apichatpong Weerasethakul, vincitore nella sezione Un Certain Regard del Festival di Cannes nello stesso anno e del premio KNF al Festival di Rotterdam nel 2003.

## Trama
Min, immigrato birmano clandestino, non può curare la sua dermatite in strutture pubbliche nonostante l'intercessione di Orn, la donna tailandese che gli sta procurando i documenti.
Con Roong, la sua fidanzata, Min passa la giornata sul greto del fiume che scorre nella giungla bagnandosi e facendo l'amore.
Contemporaneamente Orn fa visita a suo marito e gli porta via la moto per raggiungere la giungla con Tommy, impiegato nella fabbrica di cui suo marito è dirigente con cui ha una relazione. Una volta raggiunta la foresta Tommy scompare dopo il furto della moto e la donna vaga fino ad imbattersi nei due ragazzi.

## Distribuzione

### Censura
Il film ha subìto, per la versione home video, tagli da parte del dipartimento della censura thailandese per delle scene di nudo e sesso presenti in esso, dalla durata totale di dieci minuti.
Il film non è mai stato distribuito nel circuito di sale cinematografiche italiane.

## Accoglienza
I Cahiers du cinéma lo pongono al terzo posto nella classifica dei migliori film del 2002.

## Riconoscimenti
- 2002 - Festival di Cannes
  - Premio Un Certain Regard
- 2003 - Rotterdam International Film Festival
  - Premio KNF
- 2002 - Thessaloniki Film Festival
  - Alexander d'oro
- 2002 - Tokyo FilmEx
  - Gran Prize
- 2003 - Buenos Aires International Festival of Independent Cinema
  - Premio FIPRESCI
  - Migliore regia
- 2003 - Singapore International Film Festival
  - Premio Young Cinema

## Curiosità
I titoli di testa del film compaiono 43 minuti dopo il suo inizio e seguono il viaggio in auto che i protagonisti compiono per raggiungere il fiume.
Il regista ha dichiarato che durante le riprese del film ha immaginato che Min potesse essere affetto da AIDS.
L'idea del film è nata nel 1998 durante le riprese in uno zoo di Bangkok di Mysterious Object at Noon, quando un poliziotto ammanettò e condusse in carcere due giovani donne birmane emigrate illegalmente.